# Tala'ea El-Gaish Sporting Club
Il Tala'ea El-Gaish Sporting Club, noto come El-Gaish, è una società calcistica egiziana del Cairo. Milita nella Prima Lega, la massima divisione del campionato egiziano di calcio.
Il club fu fondato nel 1997 con il nome di El-Geish El-Masry, modificato nella stagione 2004-2005 in Vanguard Army Club. In precedenza disputava le partite casalinghe allo stadio dell'Accademia Militare del Cairo.

## Organico

### Rosa 2021-2022
Aggiornata al 6 settembre 2021.
| N. |                   | Ruolo | Calciatore                |
| -- | ----------------- | ----- | ------------------------- |
| 1  | Egitto (bandiera) | P     | Mohamed Shaaban           |
| 2  | Egitto (bandiera) | D     | Ahmed Hany                |
| 4  | Egitto (bandiera) | D     | Islam Gamal               |
| 5  | Egitto (bandiera) | D     | Ali Elfil                 |
| 6  | Egitto (bandiera) | D     | Khaled Sotohi             |
| 7  | Egitto (bandiera) | C     | Amr El Sisi               |
| 8  | Egitto (bandiera) | C     | Ali El Zahdi              |
| 10 | Egitto (bandiera) | D     | Ahmed Zola                |
| 13 | Egitto (bandiera) | A     | Amr Marey                 |
| 14 | Egitto (bandiera) | C     | Mostafa Gamal             |
| 15 | Egitto (bandiera) | D     | Hassan Magdy              |
| 16 | Egitto (bandiera) | P     | Mostafa Mahmoud           |
| 18 | Egitto (bandiera) | P     | Mohamed Bassam (capitano) |

| N. |                           | Ruolo | Calciatore        |
| -- | ------------------------- | ----- | ----------------- |
| 19 | Egitto (bandiera)         | A     | Ahmed Samir       |
| 20 | Grecia (bandiera)         | C     | Vasilīs Bouzas    |
| 21 | Egitto (bandiera)         | D     | Mohamed Nasef     |
| 22 | Egitto (bandiera)         | C     | Mohanad Lasheen   |
| 25 | Gabon (bandiera)          | C     | Franck Engonga    |
| 29 | Costa d'Avorio (bandiera) | C     | Ibrahim Koné      |
| 31 | Egitto (bandiera)         | C     | Mohamed Samir     |
| 32 | Egitto (bandiera)         | C     | Mohamed Shehata   |
| 34 | Egitto (bandiera)         | C     | Mahmoud Atef      |
|    | RD del Congo (bandiera)   | A     | Kazadi Kasengu    |
|    | Inghilterra (bandiera)    | C     | Bilal Yafai       |
|    | Egitto (bandiera)         | D     | Hussein El Sayed  |
|    | Egitto (bandiera)         | D     | Mostafa El Zenary |

## Palmarès

### Competizioni nazionali
- Supercoppa d'Egitto: 1

2020

### Altri piazzamenti
- Coppa d'Egitto:

Finalista: 2019-2020
Semifinalista: 2012-2013